# Ipponatte
Ipponatte, raramente Ipponasso (in greco antico: Ἱππῶναξ?, Hippônax; Efeso, 570 a.C. circa – Clazomene?, dopo il 538 a.C.), è stato un poeta greco antico.

## Biografia
Le testimonianze biografiche sono estremamente incerte sulla sua cronologia: Girolamo, secondo una tradizione eusebiana lo pone erroneamente nella prima metà del VII secolo a.C.. 
Il Marmor Parium e lo Pseudo-Plutarco del De musica lo collocano, più plausibilmente, un secolo dopo. La cronologia più tarda è anche supportata dal fatto che di lui ci sono pervenuti un frammento in cui fa parodia di Mimnermo, e altri due in cui cita Gige e Biante.
La leggenda narra che trascorse la vita in condizioni miserabili, ma, producendo in un simposio, si presume non fosse povero bensì agiato come tutti i poeti e trattasse i temi della miseria in quanto voce della collettività. Si può affermare, con una certa sicurezza, che Ipponatte fosse di origini aristocratiche, teoria supportata dal nome, composto dagli appellativi "ἱππό-, hippo" (“cavallo”) e "-αναξ, anax" ("signore"), quindi signore dei cavalli, caratteristica tipica degli aristocratici . Fu inoltre coinvolto nelle lotte politiche che travagliavano in questo periodo le varie città greche e fu proprio per questo motivo fu esiliato dalla sua città ad opera dei tiranni Atenagora e Coma . Trovò riparo a Clazomene (presso Smirne), colonia ionica dell'Asia Minore e città prevalentemente commerciale, dove visse in condizioni meno agiate rispetto alla precedente condizione.
Si narra che il poeta fosse fortemente condizionato dall'aspetto fisico, era gobbo e aveva il volto deforme, cosa che gli attirò le beffe di due scultori fratelli originari di Chio, Atenide e Bupalo, colpevoli di avergli fatto un ritratto troppo realistico e quindi offensivo. Tuttavia Ipponatte si vendicò scagliando su di loro giambi e invettive pubbliche così violente e feroci da portarli al suicidio per impiccagione. Pare inoltre che con Bupalo fosse in rivalità per avere le attenzioni di Arete, donna, a quanto sembra, dai liberi costumi.

## Il mondo poetico e concettuale di Ipponatte
Delle opere di Ipponatte (forse divise in 2 libri) possediamo più di un centinaio di frammenti.
Il carattere scommatico o scoptico (ossia satirico e violentemente derisorio) della sua poesia ha, come in Archiloco, carattere personale, anche se, a differenza dell'altro, è più triviale e diretto. Nelle sue opere inoltre il poeta si rappresenta spesso come miserabile, enfatizzando la sua povertà e la sua rabbia col piglio aggressivo, caratteristica del genere giambico, come tipica era l'invettiva contro gli dèi e in particolar modo contro Pluto, signore del denaro, perché si decidano a donargli un manto contro il freddo.
Il linguaggio di Ipponatte è ricco di colorite espressioni popolari, oltre a barbarismi e neologismi soprattutto ripresi dalle lingue frigia e lidia. È un linguaggio virulento ed estroso, che rispecchia anche l'attitudine del poeta stesso e che sarà assunto come emblema dai poeti alessandrini di età ellenistica per parlare di quotidianità e di temi osceni. Anche in questo caso, comunque, l'elemento “popolare” e i contenuti volgari vanno ricondotti alle convenzioni del genere giambico, che comportava norme e ruoli ben definiti, fra cui quello del miserabile infreddolito ed affamato. Insomma un salutare correttivo alla vecchia immagine del poeta autobiograficamente pitocco che d'altra parte, analogamente ad Archiloco, non va allargata al riconoscimento dell'“io” mimetico-drammatico (per cui il poeta assume la “maschera” di miserabile) fino a ridurre a invenzioni completamente fittizie le figurazioni e le vicende che affiorano nei frammenti, in particolare la contesa con lo scultore Bupalo  e il fratello Atenide (contesa che Callimaco definirà come Boupaleios mache: “battaglia contro Bupalo”).
In molti frammenti si riscontra come Ipponatte si riveli un artista della narrativa lubrica, ben più portato dello stesso Archiloco all'oscenità spregiudicata.
Tema, infine, molto presente di tutta la lirica greca arcaica, anche in Ipponatte ritroviamo il riuso del formulario epico, benché in questo poeta sia meno riscontrabile che in Archiloco. Non stupisce per i motivi sopraccitati che questo poeta, che aveva al suo arco tanto le frecce della finzione plebeo-satirica quanto quelle del lusus letterario, fosse considerato dagli antichi anche l'inventore del genere della parodia letteraria.
Fondamentale fu infine l'innovazione di Ipponatte nella riforma metrica, poiché egli fu il primo a modificare il trimetro giambico in coliambo o scazonte, cioè un trimetro zoppo che conferisce un'aritmia asimmetrica ben adatta alla satira. Secondo Aristarco di Samotracia il terzo dei giambografi, dopo Archiloco e Semonide, è il primo poeta che utilizza il metro "scazonte", detto anche giambo zoppo: la differenza dal trimetro giambico sta nel fatto che nell'ultima sillaba invece di trovare un giambo troviamo uno spondeo.